# Pomnik Heinricha von Kleista we Frankfurcie nad Odrą
Pomnik Heinricha von Kleista we Frankfurcie nad Odrą – pomnik niemieckiego poety i oficera armii pruskiej Heinricha von Kleista w parku nieopodal kościoła św. Gertrudy we Frankfurcie nad Odrą.

## Opis

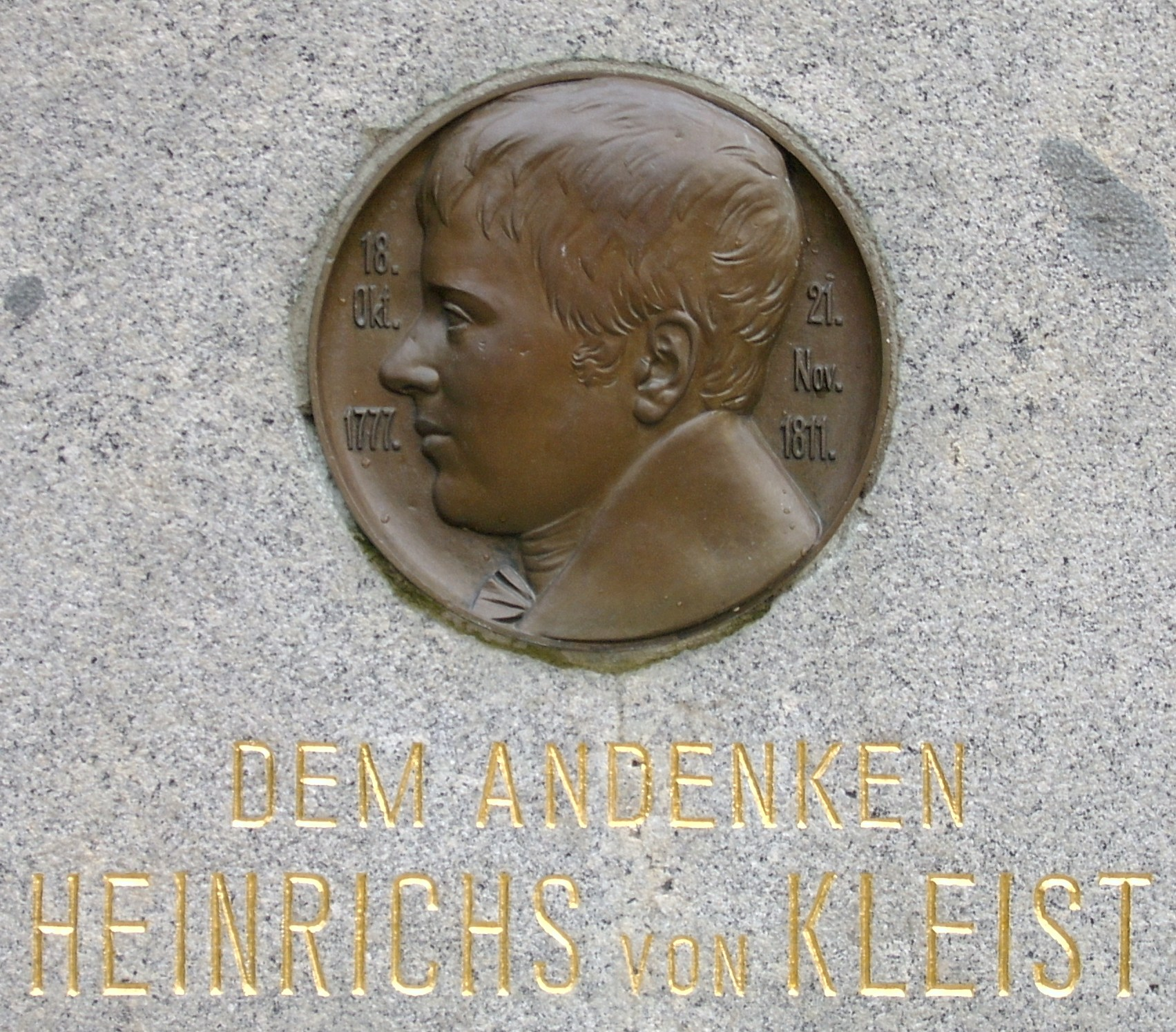

Pomnik ten został odsłonięty w 1910 roku przez ówczesnego nadburmistrza Georga Richtera. Znajduje się na niewielkim, jasnym cokole i otoczony jest klombem świeżych kwiatów. Przedstawia sylwetkę siedzącego na ziemi Kleista, obleczonego lekką szatą i dzierżącego w ręku harfę.
Naprzeciwko pomnika Heinricha von Kleista znajduje się pomnik Ewalda Christiana von Kleista, innego pisarza i oficera pruskiej armii ściśle związanego z tym miastem.